# Noville (Bastogne)
Pour les articles homonymes, voir Noville.
Noville ou Noville-lez-Bastogne (en wallon Noveye-dilé-Bastogne) est une section de la ville belge de Bastogne située en Région wallonne dans la province de Luxembourg.
C'était une commune à part entière avant la fusion des communes de 1977.

## Géographie

### Hameaux
Cobru, Fagnoux, Foy, Hardigny, Luzery, Rachamps, Recogne, Vaux, Wicourt.
La localité est notamment desservie par le bus 1011 Liège - Bastogne - Arlon - Athus.

## Démographie
- Source: INS recensements population

## Histoire
Sous le régime français, fusionne avec Cobru, Foy, Recogne et Vaux.
En 1823, Noville fusionne avec les communes de Luzery et Rachamps, mais sans Arloncourt, Bourcy, Michamps, et Oubourcy qui se séparent de Rachamps pour fusionner avec Longvilly.
En décembre 1944, lors de la bataille des Ardennes, le village subit d'importantes destructions et les SS y fusillèrent huit otages le 21 décembre, dont le curé de la paroisse, le père et grand-père des hommes politiques Guy et Benoît Lutgen, ainsi que le père et l'oncle de l'homme politique Gérard Deprez. L'Enclos des fusillés perpétue leur mémoire.

## Patrimoine et culture

### Culture

#### Jeux vidéo
La reconquête du village par les Américains est l'objet d'un niveau du jeu Call of Duty : La Grande Offensive.

## Sport et vie associative

### Sport
Le hameau compte un club de football commun avec celui de Vaux, la R. Entente Sportive Vaux-Noville. Le club porteur du « matricule 6424 » s'est illustré en atteignant les séries nationales du football belge. Au terme de sa première saison en Promotion le club ne put éviter la relégation.